# Discografia dei The Stooges
Questa pagina comprende tutta la discografia degli Stooges, un gruppo proto-punk originario di Detroit. Nel dicembre del 2007, loro hanno ufficialmente pubblicato quattro album di studio, ventiquattro singoli, quattro album live e tre box set.

## Album

### Album in studio
| Anno | Titolo | Posizione in classifica | Posizione in classifica |
| Anno | Titolo | U.S.                    | U.K.                    |
| ---- | --- | ----------------------- | ----------------------- |
| 1969 | The Stooges - Pubblicazione: 5 agosto 1969 (U.S.), settembre 1969 (U.K.) - Etichetta: Elektra Records                                                    | 106                     | –                       |
| 1970 | Fun House - Pubblicazione: agosto 1970 - Etichetta: Elektra                                                                                              | –                       | –                       |
| 1973 | Raw Power - Note: gruppo accreditato come "Iggy and the Stooges" - Pubblicazione: febbraio 1973 (U.S.), giugno 1973 (U.K.) - Etichetta: Columbia Records | 182                     | 44                      |
| 2007 | The Weirdness - Pubblicazione: 6 marzo 2007 - Etichetta: Virgin Records                                                                                  | 130                     | 81                      |
| 2013 | Ready to Die - Pubblicazione: 30 aprile 2013 - Etichetta: Fat Possum Records                                                                             |                         |                         |

### Album dal vivo
| Anno | Titolo                                                                    |
| ---- | ------------------------------------------------------------------------- |
| 1976 | Metallic K.O. - Etichetta: Skydog Records                                 |
| 1988 | Live at Whiskey a Go-Go - Etichetta: Revenge Records                      |
| 1995 | Open Up and Bleed - Etichetta: Bomp Records                               |
| 1997 | California Bleeding - Etichetta: Bomp Records                             |
| 2003 | Live in Detroit - Etichetta: ?                                            |
| 2005 | Telluric Chaos - Pubblicazione: 3 maggio 2005 - Etichetta: Skydog Records |
| 2009 | You Don't Want My Name... You Want My Action - Etichetta: Easy Action     |

### Compilation
| Anno | Titolo                                                                                         |
| ---- | ---------------------------------------------------------------------------------------------- |
| 1995 | Rough Power - Etichetta: Bomp Records - Note: raccolta contenente i mix originali di Raw Power |
| 1997 | Year of the Iguana - Etichetta: Bomp Records                                                   |
| 2006 | Original Punks - Etichetta: Music Club Deluxe                                                  |

#### Box set
| Anno | Titolo                                                                 |
| ---- | ---------------------------------------------------------------------- |
| 1991 | Night of Destruction - Etichetta: Revenge Records                      |
| 1999 | 1970: The Complete Fun House Sessions - Etichetta: Rhino Entertainment |
| 2005 | Heavy Liquid - Etichetta: Easy Action Records                          |

### Altre apparizioni
| Anno | Titolo |
| ---- | --- |
| 2003 | Skull Ring - Artista: Iggy Pop - Etichetta: Virgin Records - Pubblicazione: 4 novembre 2003 (U.S.), novembre 2003 (U.K.) |
| 2005 | Sunday Nights: the Songs of Junior Kimbrough - Artista: Artisti vari - Etichetta: Fat Possum Records                     |

## Singoli
- I Wanna Be Your Dog (versione monofonica) / I Wanna Be Your Dog (versione stereofonica); Elektra Records; 1969; solo per uso promozionale.
- I Wanna Be Your Dog / 1969; Elektra; 1969; Stati Uniti
- 1969 / Real Cool Time; Elektra; 1969; Francia.
- I Wanna Be Your Dog / Ann; Vedette; 1969; Francia.
- Down on the Street / I Feel Alright [1970]; Elektra; 1970; Stati Uniti, Francia e Giappone.
- Search and Destroy (versione monofonica) / Search and Destroy (versione stereofonica); Sony Music; 1973; solo per uso promozionale.
- Shake Appeal / Search and Destroy; Sony; 1973.
- Raw Power / Search and Destroy; Sony; 1973; Giappone.
- I Got a Right / Gimme Some Skin; Siamese; 1977; Stati Uniti.
- I'm Sick of You / Tight Pants / Scene of the Crime; Bomp; 1977; Stati Uniti.
- Johanna / Purple Haze; Revenge; 1988; Francia.
- My Girl Hates My Heroin / How It Hurts; Revenge; 1989; Francia.
- She Creatures of Hollywood Hills / Untitled Scratch 5 UK (pubblicato assieme al giornale Spiral Scratch); 1989; Regno Unito.
- T.V. Eye (live version) / What You Gonna Do; Revenge; 1990; Francia.
- Till the End of the Night / I'm Sick of You; Revenge; 1990; Francia.
- She Creatures of Hollywood Hills / Tight Pants / Jesus Loves the Stooges; Revenge; 1990; Francia.
- Open Up and Bleed (studio version) / I Got a Right / Gimme Some Skin; Revenge; 1990; Francia.
- Nowhere / Consolation Prizes / Johanna; Revenge; 1990; Francia.
- I'm Sick of You / Tight Pants / She Creatures of Hollywood Hills; Melodia; 1990; Unione Sovietica.
- I Got a Right / Gimme Some Skin; Bomp; 1990; Stati Uniti.
- I Got Nothing / Cock in My Pocket; Jungle; 1998; Regno Unito.
- Gimme Danger / Heavy Liquid; Munster; 1999; Spagna.
- Search and Destroy / Penetration; Sundazed Reissue; 2005.
- Free & Freaky; Virgin Records; 2007.
- Burn; Fat Possum Records; 2013

## Canzoni inedite e/o non pubblicate su alcuno dei quattro album di studio
1969
- The Dance of Romance (versione originale di Ann [da The Stooges])

1970
- Lost in the Future
- Slide (Slidin' the Blues)

1971
- I Got a Right
- You Don't Want My Name (conosciuta anche come Adolescent Nightmare)
- Fresh Rag (conosciuta anche come I Need You)
- Dead Body (conosciuta anche come Who Do You Love?)
- Big Time Bum (conosciuta anche come See Me Dancing o Nigger Man)
- Do You Want My Love? (conosciuta anche come That's What I Like)
- What You Gonna Do? (senza Iggy Pop o James Williamson)
- Ron's Jam (senza Iggy Pop o James Williamson)

1972
- Gimme Some Skin
- Hard to Beat (versione originale di Your Pretty Face Is Going to Hell [da Raw Power])
- I Got a Right
- I'm Sick of You
- Louie Louie (cover di Richard Berry)
- Money (cover di Money [That's What I Want] di Barrett Strong)
- Scene of the Crime
- Tight Pants (versione originale di Shake Appeal [da Raw Power])

1973
- Born in a Trailer (conosciuta anche come I Come from Nowhere)
- Can't Turn You Loose (versione differente dall'originale Your Pretty Face Is Going to Hell [da Raw Power])
- Cock in My Pocket
- Cry for Me (conosciuta anche come Pin Point Eyes)
- Head On
- Heavy Liquid (conosciuta anche come New Orleans)
- Hey Baby
- How It Hurts (versione originale di Rubber Legs)
- I Got Nothin' (conosciuta anche come I Got Shit)
- Jesus Loves the Stooges
- Johanna
- My Girl Hates My Heroin (versione originale di Wild Love)
- Open Up and Bleed
- Rich Bitch
- Rubber Legs
- She Creatures of Hollywood Hills
- Sweet Child I Like the Way You Walk (versione differente dall'originale I Need Somebody)
- Till the End of the Night (conosciuta anche come Emotional Problems)
- Wet My Bed
- Wild Love

1974
- Louie Louie

2005
- Mindroom

2008
- Burning Up (cover di Madonna)
- Ray of Light (cover di Madonna)

Brani mai pubblicati:
1967
- The Razor's Edge

1968
- Good Bye Bozos
- Piss in Your Face
- Secret Storm
- Spiders

1969
- Asthma Attack
- I'm Sick

1970
- On the Beach (versione originale di Down on the Street [da Fun House])
- Way Down in Egypt (versione originale di Big Time Bum)

1972
- I'm Hungry

2008
- God Is Dead

2009
- Pain in the Ass
- Tribute to Ron (presunto brano citato più volte in alcune interviste)